# Kahma
Kahma é uma aldeia no distrito de Shaheed Bhagat Singh Nagar, do estado de Punjab, Índia. Ela está localizada a 5.4 quilómetros de distância de Banga, a 9 quilómetros de Nawanshahr, a 10.4 quilómetros da sede do distrito Shaheed Bhagat Singh Nagar e a 96 quilómetros da capital Chandigarh. A aldeia é administrada por um Sarpanch, um representante eleito da aldeia.

## Demografia
De acordo com o censos de 2011, a aldeia tem um número total de 700 casas e uma população de 3320 elementos, dos quais 1690 são do sexo masculino e 1630 são do sexo feminino, segundo o relatório publicado pelo Censo da Índia em 2011. A taxa de alfabetização da aldeia é 80.83%, sendo que a média do estado está situada nos 75.84%. A população de crianças sob a idade de 6 anos é de 321, o que representa 9.67% da população total da aldeia, e a relação do sexo das crianças é aproximadamente 845, quando comparada com a média do estado de Punjab, 846. A maioria das pessoas pertence ao grupo Schedule Caste, constituindo cerca de 45.57% da população da aldeia. De acordo com o relatório publicado pelo Censo da Índia em 2011, 1009 pessoas estavam envolvidas em actividades de trabalho fora da população total da aldeia que inclui 887 homens e 122 mulheres. De acordo com o relatório de pesquisa do censo de 2011, 94.35% dos trabalhadores descrevem o seu trabalho como sendo o principal trabalho e 5.65% dos trabalhadores estão envolvidos em actividade marginal, que fornece subsistência por um período inferior a 6 meses.

## Transporte
A estação ferroviária de Khatkar Kalan Jhandaji é a estação de comboio mais próxima, no entanto, a estação ferroviária de Garhshankar fica a 17 quilómetros de distância da aldeia. O Aeroporto de Sahnewal é o aeroporto doméstico mais próximo, encontrando-se a 64 quilómetros, em Ludhiana, e o aeroporto internacional mais próximo fica situado em Chandigarh. Outro aeroporto internacional, o de Sri Guru Ram Dass Jee, é o segundo aeroporto internacional mais próximo, que fica a 145 quilómetros, em Amritsar.